# Coelositona ocellatus
Coelositona ocellatus é uma espécie de insetos coleópteros polífagos pertencente à família Curculionidae.
A autoridade científica da espécie é Kuster, tendo sido descrita no ano de 1849.
Trata-se de uma espécie presente no território português.